# Kaifeng
Kaifeng is een stad in de gelijknamige prefectuur in het oosten van de Chinese provincie Henan, Volksrepubliek China. Kaifeng ligt aan de Huanghe. Kaifeng grenst in het westen aan Zhengzhou, in het noordwesten aan Xinxiang, in het oosten aan Shangqiu, in het zuidoosten aan Zhoukou, in het zuidwesten aan Xuchang, en in het noordoosten aan de provincie Shandong.
Bij de volkstelling van 2020 had de stad 1.193.802 Inwoners, de gehele prefectuur had 4.824.016 inwoners.

## Geschiedenis
Kaifeng is een van de zeven antieke hoofdsteden van China. Net als Beijing heeft de stad in zijn geschiedenis vele transformaties doorgemaakt.
Gedurende het tijdperk van de Strijdende Staten stichtte het Land van Wei in 364 v.Chr. in de buurt van het huidige Kaifeng een stad die Daliang (大梁) werd genoemd. Daliang werd in deze periode de hoofdstad van Wei. In deze periode werden ook de eersten van vele kanalen in het gebied gegraven, die de plaatselijke rivieren met de Gele Rivier verbonden. Toen het land van Wei door het Land van Qin werd veroverd, werd Daliang grotendeels verwoest en verlaten. Er bleef alleen een middelgrote marktstad over.
In het begin van de 7e eeuw werd Kaifeng omgevormd tot een groot commercieel centrum toen het op het Grote Kanaal werd aangesloten alsook door de aanleg van een kanaal dat naar het westen van de provincie Shandong liep.
Tijdens de Tang-dynastie werd in 781 een nieuwe stad gebouwd die de naam Bian (汴) kreeg. Bian was de hoofdstad van de Latere Jin (936-946), Latere Han (947-950), en Latere Zhou (951-960) van de Vijf Dynastieën-periode. De Song-dynastie maakt Bian tot haar hoofdstad toen zij de latere Zhou dynastie in 960 omverwierp. Kort daarna onderging de stad een verdere uitbreiding.
Tijdens de Song-dynastie stond de stad bekend als Dongjing of Bianjing. Kaifeng was toen de hoofdstad van China met een bevolking van meer dan 400.000 inwoners, die zowel binnen als buiten de stadsmuur leefden. Tyfus was een acuut probleem in de stad.
In 1049 werd de Youguosi-Pagode (佑 国 寺塔) (of zoals hij vandaag de dag werd genoemd de IJzeren pagode (铁塔)) geconstrueerd. Deze 54,7 meter hoge pagode overleefde de wisselvalligheden van de oorlog en diverse overstromingen. Het is nu het oudste, nog bestaande monument van de stad. Een andere pagode uit de Song-dynastie de Bo Ta (繁 塔), die uit 974 dateert, is gedeeltelijk vernietigd.
Een andere bekende bezienswaardigheid was de astronomische klokkentoren van de ingenieur, natuurwetenschapper en staatsman Su Song (1020-1101 n.Chr.). Het werd bekroond met een roterende Armillarium dat hydraulisch werd aangedreven, dat wil zeggen door waterraderen en een clepsydra (wateruurwerk). Ook bevatte het een echappement-mechanisme, tweehonderd jaar voordat deze voor het eerst in uurwerken in Europa werden gebruikt. Tevens bevatte deze klokkentoren de eerst bekende eindeloos krachtoverbrengende kettingaandrijving.
Kaifeng bereikte zijn hoogtepunt in de 11e eeuw toen het een commercieel en industrieel centrum op het kruispunt van vier grote kanalen was. In die tijd werd de stad omgeven door drie ringen van stadsmuren en had het waarschijnlijk een bevolking van tussen de 600.000 en 700.000 inwoners. Men neemt aan dat Kaifeng vanaf het begin van de 11e eeuw ruim honderd jaar (1013–1127) de grootste stad ter wereld was.
Deze periode eindigde in 1127 toen de stad door de Jurchen-indringers (zie Jingkang-Incident) werd ingenomen en vervolgens onder het bewind van de Jin-dynastie kwam. Hoewel het een belangrijk administratief centrum bleef, werden de twee buitenste stadsringen verlaten. Alleen het stadsgebied binnen de binnenste stadsmuur (uit het begin van de Song-dynastie) bleef bewoond.
Als keizerlijke hoofdstad van de Song-dynastie had de ligging van Kaifeng twee belangrijke nadelen. Hoewel zeer gunstig gelegen op een knooppunt van kanalen (waaronder het Grote Kanaal) was Kaifeng militair kwetsbaar door haar positie in de overstrominsgvlakte van de Gele Rivier. Ook lag de stad vrij noordelijk, waardoor het binnen bereik van binnenvallende nomadenvolkeren lag.
Kaifeng diende vanaf 1157 (andere bronnen zeggen vanaf 1161) als de "zuidelijke hoofdstad" van de Jurchen. In deze tijd werd de stad heropgebouwd. De belangrijkste hoofdstad van de Jurchen lag eerst verder naar het noorden. Dit veranderde toen zij in 1214 als gevolg van de Mongoolse aanval werden gedwongen om het keizerlijk hof in zuidelijke richting naar Kaifeng te verplaatsen. In 1234 bezweken zij onder druk van een gecombineerde strijdmacht van zowel Mongolen als troepen van de Song-dynastie. De Mongolen namen de controle over Kaifeng over en veroverden in 1279 geheel China.
Aan het begin van de Ming-dynastie in 1368 werd Kaifeng de hoofdstad van de provincie Henan.
In 1642 werd Kaifeng door het Ming-leger met water uit de Gele Rivier overstoomd om zo te voorkomen dat de boerenrebel Li Zicheng de stad zou innemen. Na deze ramp werd de stad verlaten. Een generatie later, werd Kaifang tijdens het bewind van de beroemde Qing-keizer Kangxi vanaf 1662 herbouwd. Een nieuwe grote overstroming deed zich in 1841 voor. In 1843 werd de stad opnieuw heropgebouwd. Hieruit kwam de hedendaagse stad voort
Kaifeng staat ook bekend als woonplaats van de oudste nog bestaande Joodse gemeenschap in China.
Het was ook in Kaifang dat in 1969, de voormalige voorzitter van de Volksrepubliek China Liu Shaoqi in de gevangenis stierf aan de gevolgen van medische verwaarlozing.